# Bill Hay
Bill Hay (ur. 1887, zm. 12 października 1978) – amerykański spiker radiowy.

## Wyróżnienia
Posiada swoją gwiazdę na Hollywoodzkiej Alei Gwiazd.